# Confessions Tour
Confessions Tour foi a sétima turnê da artista musical estadunidense Madonna, feita em promoção para seu décimo álbum de estúdio Confessions on a Dance Floor. Madonna confirmou em novembro de 2005 a possibilidade de sair em uma turnê logo. Jamie King, colaborador de longa data de Madonna que havia dirigido o vídeo musical de "Sorry", foi contratado para dirigir a turnê. O repertório da turnê consistiu principalmente de músicas do álbum de apoio e os ensaios começaram em 2006. Tal como acontece com muitas de suas turnês anteriores, esta também não passou pela Austrália, o que levou Madonna a liberar uma declaração de desculpas em seu site.
Os shows eram divididos em quatro partes: Equestrian, Bedouin, Glam - Punk e Disco. A primeira tinha performances e cavalos temáticos; A segunda tinha apresentações acompanhadas de mensagens; A terceira apresentava Madonna tocando guitarras, e o segmento final consistia em dança. A turnê rendeu apreciação positiva da crítica contemporânea e teve enorme sucesso comercial. Os bilhetes totalmente vendidos assim que as datas e os locais para a turnê foram anunciados. O que levou os organizadores a adicionar mais datas da turnê. Após seu término, a turnê recebeu o título de turnê com maior arrecadação feita por uma artista feminina, arrecadando mais de USD 194.700.000 (USD 225.457.329 em 2013) a partir de 60 shows com 1,2 milhões de espectadores; Este recorde foi quebrado pela mesma com sua turnê sucessora, Sticky & Sweet Tour (2008-09). É também reconhecida como a turnê musical com maior bilheteria. O que lhe garantiu uma aparição da edição de 2007 do livro dos recordes Guinness World Records. A turnê recebeu o prêmio de "Produção de Palco Mais Criativa" pela Pollstar Concert Industry Awards, bem como "Top Boxscore" nos Billboard Touring Awards.
A apresentação de Madonna da canção "Live to Tell" a apresentou pendurada em uma cruz gigante espelhada usando uma coroa de espinhos, e foi recebido com reação negativa de grupos religiosos. A apresentação da canção feita no Estádio Olímpico de Roma foi condenado como um ato de hostilidade contra a Igreja Católica Romana por líderes religiosos. Madonna respondeu dizendo que sua principal intenção com a apresentação foi a de chamar a atenção para as milhões de crianças que morrem na África de fome e pobreza. A turnê foi gravada e transmitida em canais como a NBC nos Estados Unidos e o Channel 4 no Reino Unido. O vídeo oficial da turnê, intitulado The Confessions Tour, foi gravado na Wembley Arena em Londres, no Reino Unido, e estreou em 26 janeiro de 2007.

## Antecedentes

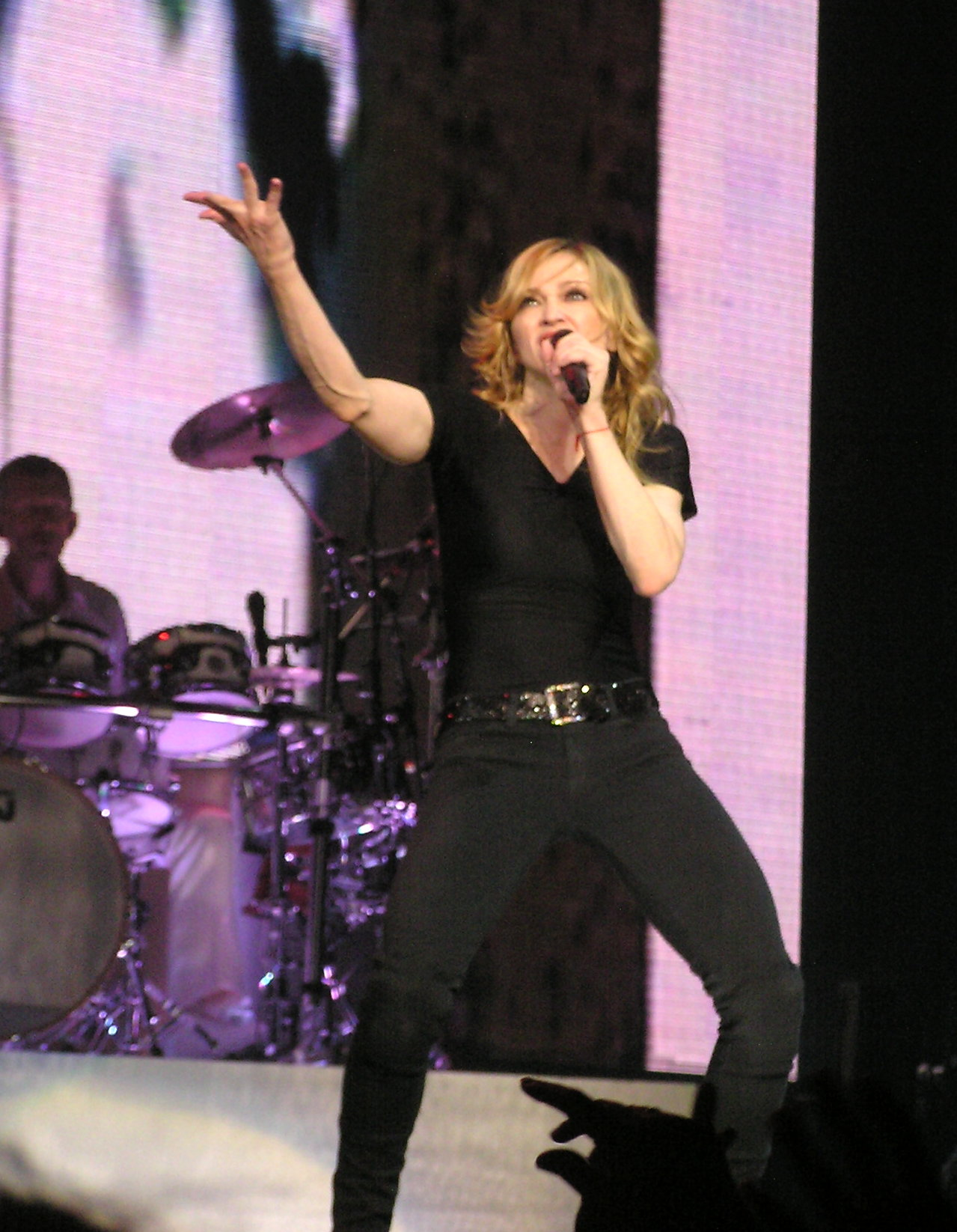
Madonna performando "Let It Will Be" durante o terceiro segmento da turnê.

Em novembro de 2005, durante uma entrevista com o jornal The Guardian, Madonna confirmou que ela sairia em turnê no ano de 2006 e que provavelmente seria nomeada de Confessions Tour ou Confess Your Sins Tour. Jamie King foi contratado como o diretor da turnê.  Durante uma entrevista com a MTV em fevereiro de 2006, Madonna explicou que ela queria se apresentar primeiro em locais pequenos como o Roseland Ballroom em Nova York ou o Teatro Wiltern em Los Angeles e, que em seguida, se apresentaria em estádios e arenas. Desta forma, ela deduziu que não se sentiria entediada durante as apresentações. King esclareceu:
| “ | Um show típico de Madonna é muito produzido. [...] Ela gosta de coisas grandes, coisas teatrais, mas desta vez, sendo que Confessions on a Dance Floor é um álbum íntimo, estamos tentando fazer com que as pessoas tenham uma experiência íntima, bem como uma grande experiência teatral produzida. Então olhe para nós fazendo algo em lugares pequenos, lugares menores [...] Eu gostaria de colocá-la perto de seu povo — seus fãs, seus dançarinos, seus companheiros partidários — se possível". | ” |

King também confirmou que o repertório da turnê consistiria principalmente em músicas do álbum de apoio e com alguns dos antigos sucessos de Madonna sendo misturados entre as canções. Alguns dos dançarinos dos vídeos musicais de "Hung Up" e "Sorry" também foram contratados para se apresentarem na turnê. Em março de 2006, Madonna se mudou para Los Angeles para começar os preparativos para a turnê, junto com seu marido Guy Ritchie e seus dois filhos Lourdes e Rocco. Em julho de 2006, o empresário de Madonna, Guy Oseary anunciou que a etapa australiana da turnê havia sido cancelada. Em sua página oficial na internet, Madonna divulgou o seguinte comunicado:
| “ | Para os meus fãs na Austrália: Por favor, me perdoem. Eu realmente fiquei esperançosa e esperar para vir para a Austrália durante a Confessions Tour e pedi aos meus gerentes para incluírem alguns shows lá. Tenho boas lembranças da turnê anterior. Infelizmente, a logística não deu certo desta vez. Pensamos em ir do Japão direto para a Austrália terminando a turnê lá, mas eu tenho que levar meus filhos de volta para a escola na Inglaterra e eles são, como vocês sabem, as coisas mais importantes para mim. Uma coisa importante para lembrar é que eu não irei me aposentar tão cedo e eu retornarei a Austrália assim que puder. Você permanecerá em meu coração e obrigado por continuar seu amor e apoio por mim. — Com amor, Madonna. | ” |

## Desenvolvimento e palco

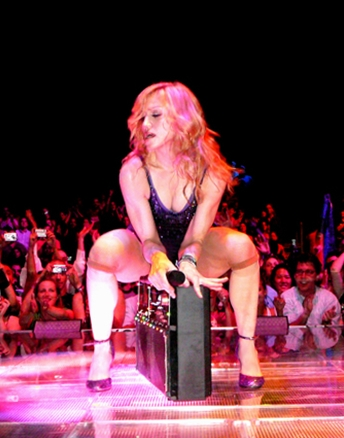
Madonna apresentando "Hung Up" durante o segmento Disco.

O palco e seus adereços foram transportados em vinte e quatro caminhões semirreboque. A instalação consistiu em um palco principal com três elevadores e uma plataforma giratória (que também subia e abaixada), uma pista central com luzes estroboscópicas de LED conectadas a um palco central com um telão LED visto na construção e um elevador. As outras duas pistas foram levantadas para as arquibancadas e também podiam ser vistas nos telões dentro da construção. Dois telões projetores foram levantadas acima do público para que aqueles que não podiam obter uma visão clara do palco pudessem ver as apresentações. Havia também três telões de LED que se moviam durante os shows, incluindo uma tela transparente semicircular que se abaixava para o palco durante os interlúdios.
Entre os vários adereços da turnê, estiveram presentes uma bola de discoteca estimada em cerca de 2 milhões de dólares, embelezada com cristais Swarovski que custaram mais de 2 milhões de dólares. Com isto, a bola pesou cerca de duas toneladas. A bola foi abaixada para o palco no final de uma das pistas durante o ato de abertura, que em seguida se abriu para revelar Madonna. A bola continha tubulação hidráulica para se manter aberta, dois conjuntos de escadas, e centenas de luzes de LED. Outros adereços incluem o cavalo toca-discos-Pummel usado durante "Like a Virgin", um conjunto de barras de metal usados durante "Jump", uma gaiola de aço usada em "Isaac" e "Sorry", e um aparelho de som usado durante "Hung Up". O cartaz promocional da turnê contou com uma foto de Madonna tirada por Steven Klein durante uma das apresentações de Madonna na boate G-A-Y como parte da turnê promocional do álbum Confessions on a Dance Floor, a Hung Up Promo Tour.

## Sinopse do concerto

### TemaEquestre

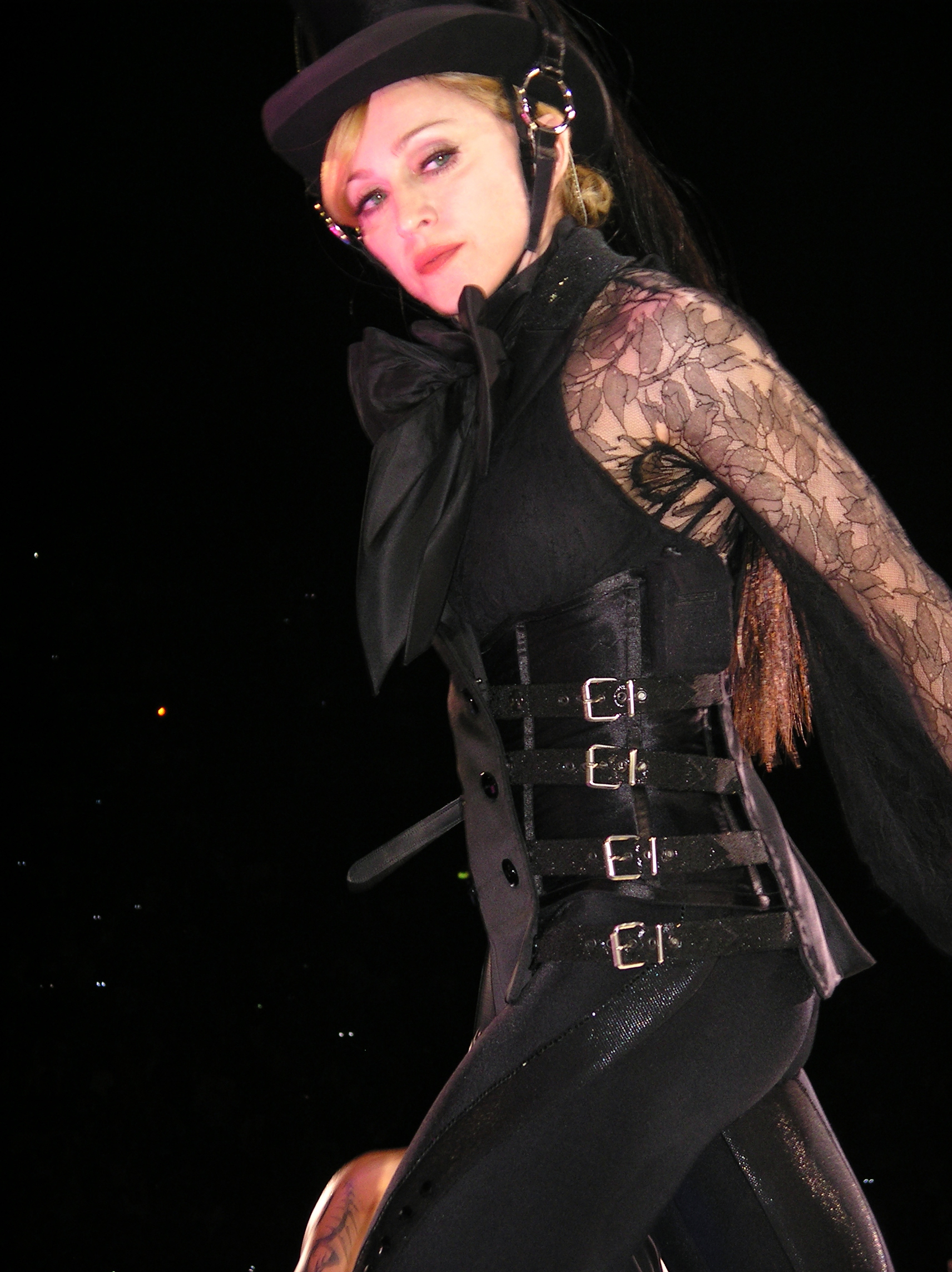
Madonna durante a apresentação de abertura de "Future Lovers/I Feel Love" na etapa Equestre da turnê.

- "Future Lovers/I Feel Love": As telas mostram cavalos correndo e sessões de fotos domadas tiradas por Steven Klein e o som de galope sacode o palco inteiro. O rosto de Madonna aparece nas telas, citando a introdução de "Future Lovers", enquanto Madonna diz "venha comigo"[nota 1] e uma gigantesca bola de discoteca desce do teto enquanto o início da música toca no mais puro estilo techno.[8] A bola se abre e Madonna aparece por dentro e dá um leve sorriso.[9] Ela está vestida com uma roupa de montaria Gaultier, inspirada no personagem interpretado pela atriz Romy Schneider no filme Ludwig, e ele carrega um chicote na mão e um elegante rabo de cavalo pendurado no chapéu. Também no palco estão seus dançarinos brincando de cavalo e seus dançarinos personificando domadores. Madonna também presta homenagem a Donna Summer, cantando "I Feel Love", aproveitando a amostra dessa música usada em "Future Lovers".[10][11][12]
- "Get Together": Depois de abrir a turnê com "Future Lovers", Madonna canta "Get Together", dançando com dois dançarinos. O pano de fundo é em todos os tons de vermelho com as fotos de Steven Klein.[9]
- "Like a Virgin": Depois de anos se recusando a tocar essa música em turnê. Durante a parte do desfile, ele diz para a multidão: "Vocês estão prontos para ir comigo?".[nota 2] Ela sobe em uma sela mecânica e mostra suas habilidades acrobáticas enquanto dança pole dance. Ao contrário das turnês anteriores, esta versão se assemelha à versão do álbum, embora com alguns efeitos principalmente dançados por Stuart Price. Os telões mostram cenas de acidentes radiografias cavalo e ossos quebrados, com um aceno óbvio para o seu acidente de equitação no verão de 2005.[8][13]
- "Jump": Os recursos especiais dessa música são os dançarinos de parkour que correm e pulam dentro e fora das pistas. Madonna, por outro lado, apenas sobe ao palco cantando a música, enquanto as telas mostram edifícios, grafiti, utilizados para parkour. No final da apresentação, Madonna sai no final do palco, onde ela lentamente o deixa até desaparecer, enquanto os dançarinos mostram várias acrobacias nas cercas de metal.[14][15]

### TemaBeduino/Espiritual

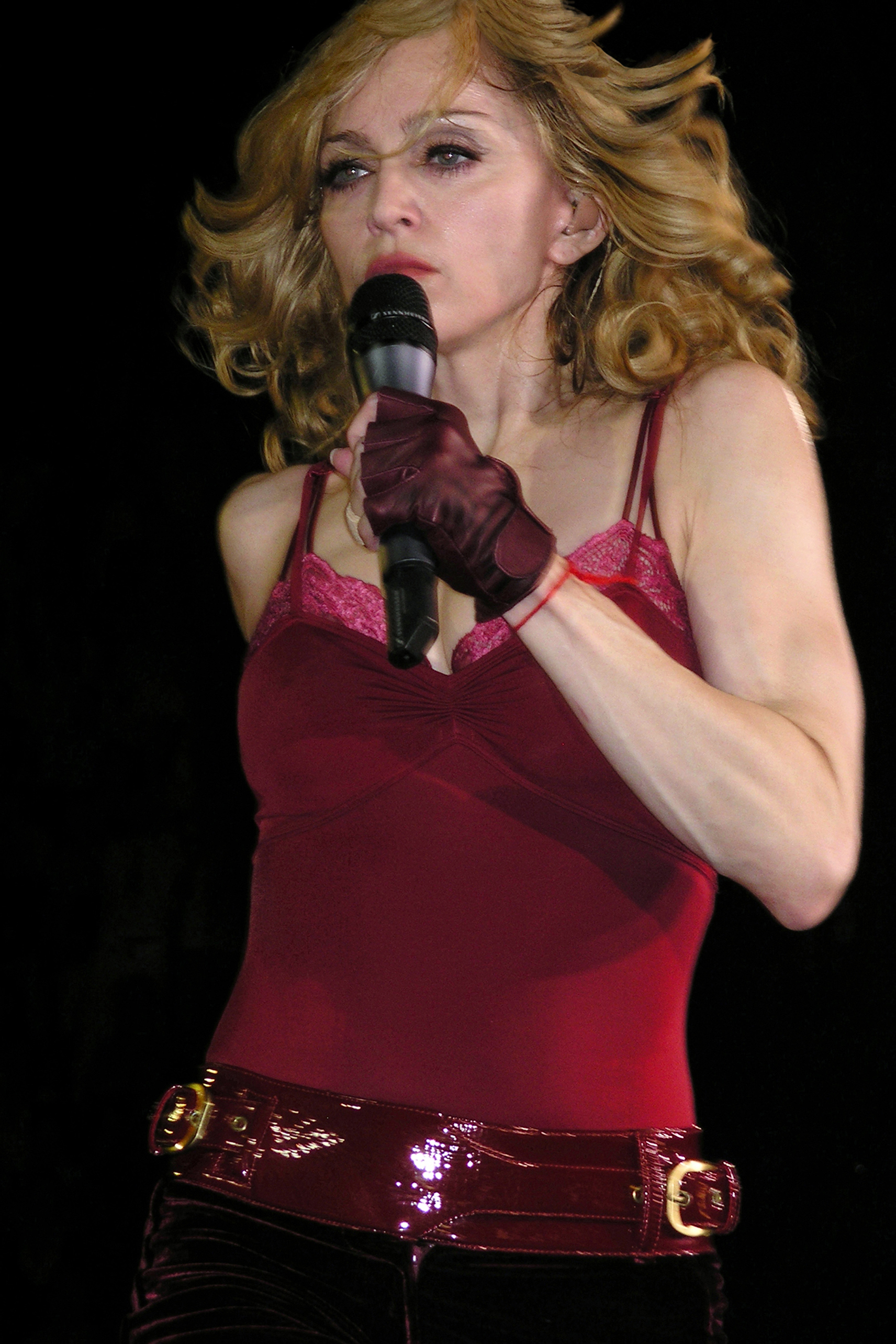
Madonna performando "Forbidden Love" durante o segundo segmento da turnê.

- "Confessions": É um intervalo no qual os dançarinos realizam algumas experiências violentas — experiências típicas dos dançarinos comentados no documentário I'm Going To Tell You A Secret—.[14][15]
- Live to Tell": Uma cruz de espelhos sobe com Madonna pendurada nela. Ela está vestindo uma blusa vermelha e calça de veludo com uma coroa de espinhos na cabeça. Ela começa a retratar a dor da balada, enquanto um contador em uma tela acima dela começa rapidamente.[9] Após o segundo refrão, o contador interrompe em 12 milhões — número de crianças na África que morrem de Aids em um ano—, e desce da cruz e canta a ponte . Então ele tira a coroa de espinhos e deita no palco até a música terminar.[9]
- "Forbidden Love": Madonna sobe lentamente no tom da música. Realize vários movimentos ao redor da cruz, enquanto dois dançarinos executam uma coreografia com os membros superiores. Os dançarinos tinham os símbolos da Estrela de Davi e da lua crescente pintados em seus corpos. Madonna se junta aos dois dançarinos e eles executam a coreografia juntos. No final, Madonna pega sua coroa de espinhos e desaparece.[8][13]
- "Isaac": Yitzhak Sinwani começa cantando a introdução "Nin'alu Im" e tocando o shofar com um chifre. No palco principal, há uma dançarina vestida de burka dentro de uma gaiola. Madonna aparece no final da passarela e toca a música. Enquanto Sinwani cantava as partes em árabe, Madonna se ajoelhou na frente dele. Quando termina, Madonna se aproxima da gaiola e libera a dançarina de burca, que então corre pela passarela. Quatro dançarinos se juntam a ela com uma coreografia grupal.[9][13]
- "Sorry": Madonna troca de camisa vermelha por uma jaqueta de couro marrom. Como no vídeo, Madonna e suas meninas, durante o colapso dos dançarinos, enfrentam os homens dentro da gaiola, com Madonna fazendo movimentos de ioga no vídeo.
- "Like It or Not": Madonna diz à platéia "O mundo está cheio de pessoas que falam, falam, mas quantas fazem o que devem?".[nota 3] A performance é muito básica, com Madonna cantando e realizando vários movimentos em uma cadeira, concentrando-se em sua voz forte. A tela atrás dela mostra uma grande cobra verde, em clara referência à letra.[8]
- "Sorry (remix)": um remix da música com o mesmo nome em que Madonna culpa os líderes mundiais pelos problemas que ocorrem no mundo. Ensinando imagens fortes de guerra, fome, destruição do meio ambiente, enquanto dizia frases como "Não peça desculpas", "Estou cansada de suas mentiras" e "A Alguém ouvindo?".[nota 4].[8][9][13]

### TemaGlam, Punk & Rock

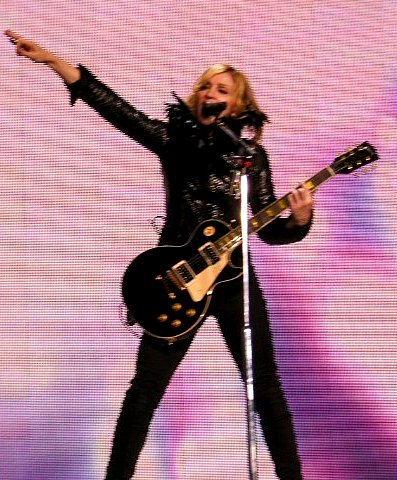
Madonna apresentando "Ray of Light" em um violão elétrico durante o segmento Glam-Punk.

- "I Love New York": Madonna aparece no palco com uma jaqueta de couro, com um colar de penas e um bordado no sutiã da guitarra que diz "I ♥ NY". Com arranha-céus nas telas de fundo, Madonna mostra uma poderosa performance de rock. Contém elementos de "I Wanna Be Your Dog", do The Stooges.[13]
- "Ray of Light": Mais uma vez acompanhada pela guitarra elétrica.[13] Madonna pede a todos os fãs que pulem durante a música. Seis dançarinos, vestidos de preto e branco, chegam ao final da passarela, realizando uma coreografia robótica.[9]
- "Let It Will Be": Madonna — em um terno preto sem jaqueta de couro — mostra um estilo selvagem e enérgico, sozinha no palco.[8]
- "Drowned World/Substitute for Love": A cantora senta na escada da passarela e canta a canção em uma versão acústica. Nenhum vídeo ou coreografia é executado.[15]

"Paradise (Not for Me)": Madonna cria um momento íntimo na turnê adicionando essa música ao repertório. Yitzhak Sinwani — parceiro de "Isaac", «Drowned World/Substitute for Love» e "La Isla Bonita"— se junta a ela, apresentada como "meu amigo Isaac", acrescentando um comentário sobre ele. Eles tocam a música em dueto, tocando violão, enquanto Sinwani canta partes em francês, enquanto as telas mostram uma árvore com pétalas rosa que caem pouco a pouco, até que terminem.

### TemaDisco

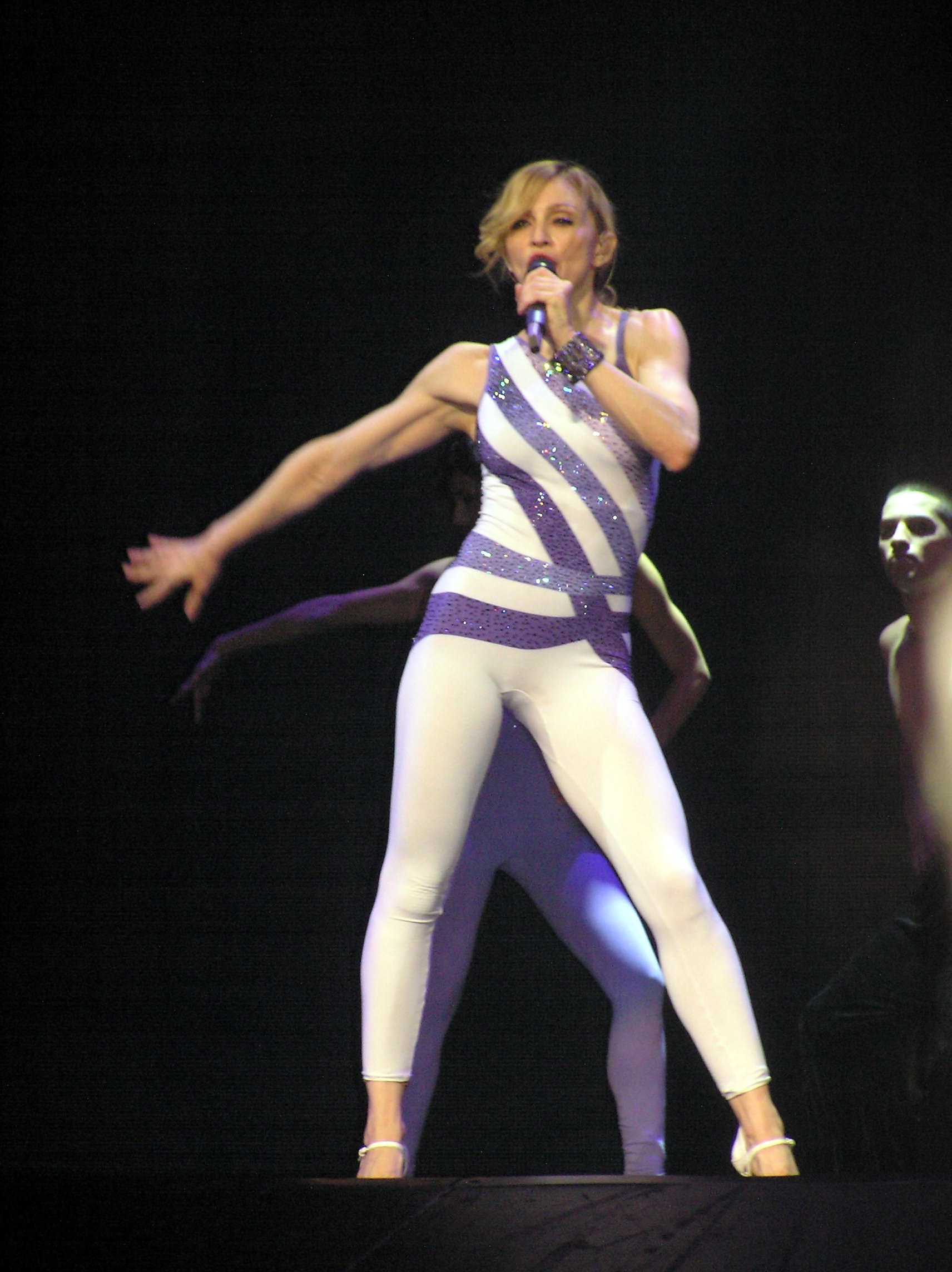
Madonna apresentando "Erotica" durante o segmneto disco, do concerto.

- "Music Inferno": Na parte final do show, Madonna presta homenagem a várias estrelas da música disco. Ela apresenta partes de algumas músicas no início, como "Borderline", "Erotica", "Holiday" e "Dress You Up",[9] ("The Duck Mixes The Hits"): mostrando imagens de seus vídeos; além de uma amostra musical do The Trammps dos anos setenta, sucesso "Disco Inferno" combinado com a faixa "Music". No pano de fundo está o vídeo de "Music Inferno", que não apenas reflete um retorno de seus próprios sucessos, mas também aparece em um vestido vermelho ácido. Madonna aparece no palco em um elegante traje branco de duas peças. Dança acompanhada por dois dançarinos vestidos de maneira semelhante, enquanto os dançarinos saem em trajes ousados e executam coreografias e truques divertidos em patins de quatro rodas.[14]
- "Erotica": Foi uma das surpresas da turnê, na maioria das músicas, são usadas as letras da versão demo, conhecidas como "You Thrill Me". Nesta música, Madonna tira a roupa simulando uma stripper revelando um collant branco com listras roxas. Posteriormente, ela se desenrola com seus dançarinos em uma coreografia animada e sensual em um palco praticamente escuro no estilo de "dança de salão".[13]
- "La Isla Bonita": Com uma nova roupagem com ritmos tribais. Madonna incentiva seus fãs a usar seus "sapatos de dança", enquanto imagens tropicais e coloridas são exibidas nas telas. Ela e seus dançarinos apresentam uma das coreografias mais enérgicas e exaustivas, apresentando diferentes tipos de danças latinas.[13]
- "Lucky Star": Depois de quase duas décadas, "Lucky Star" foi apresentado ao vivo mais uma vez. Depois de "La Isla Bonita", Madonna simula uma surpresa fraca, suas duas garotas choram em seu auxílio enquanto a cobrem com uma capa com a legenda "Dancing Queen" nas costas. Ela se levanta e abre a capa, e dentro dela pisca luzes coloridas. Madonna estava acompanhada pelas coristas, especialmente no palco enquanto dançavam. Ao longo da música, a amostra de "Gimme! Gimme! Gimme! (A Man After Midnight)" — o mesmo usado em "Hung Up" —, no final, Madonna pergunta à platéia "Vocês querem ouvir mais?" e canta o coro de "Hung Up", depois desce do palco deixando a cena.[9][13]
- "Hung Up": Depois de "Lucky Star", quatro dançarinos aparecem que deixam o palco correndo e pulando rapidamente nos corredores e corrimões de todo o recinto — é visto como um interlúdio enquanto Madonna troca de figurino — onde eles têm a possibilidade de cumprimentar diretamente ao público com as mãos até que eles voltem ao palco e Madonna reaparece novamente em uma plataforma com seus principais dançarinos. Vestido com uma malha roxa, semelhante ao videoclipe, uma jaqueta e óculos de sol. Madonna caminha até o final, onde dança no rádio — o mesmo que aparece nos vídeos de "Hung Up" e "Sorry", até que milhares de balões dourados caiam do teto para o público. Depois disso, Madonna pede a todos que cantem junto com ela a frase da música "O tempo passa ... tão devagar ",[nota 5] enquanto seus dançarinos dançam a coreografia do videoclipe.[13] No final, Madonna retorna ao centro do palco, onde cercada por seu grupo de dança e as coristas acabam dançando juntas. Mais tarde, a apresentação termina e Madonna canta lentamente a frase "Estou cansada de esperar por você",[nota 6] enquanto um texto aparece na tela que diz: "Você já confessou?".[nota 7][9][13]

## Análise da crítica

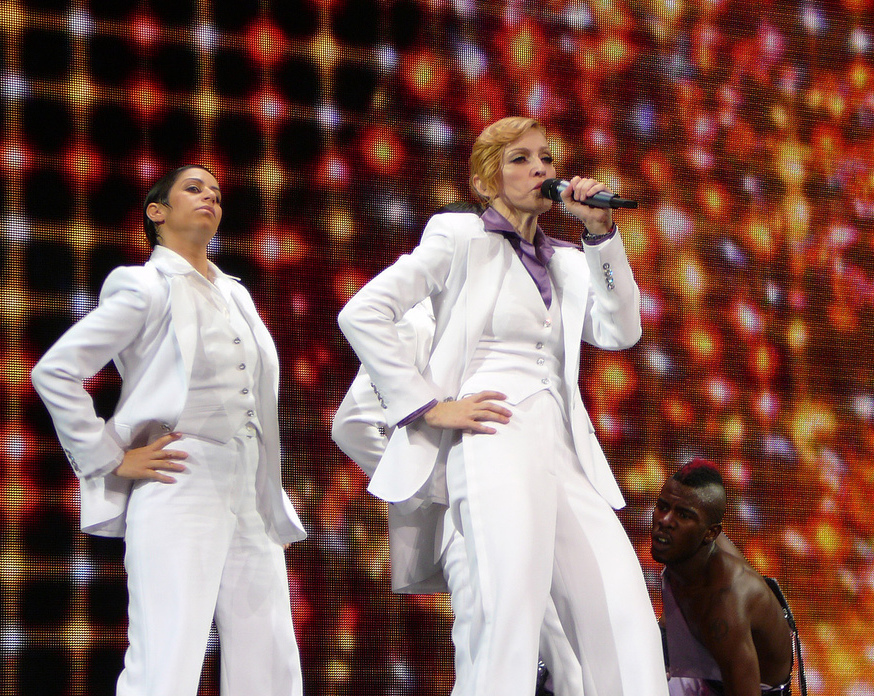
Madonna e seus dançarinos durante a Confessions Tour. Assim como o álbum, a turnê incluiu várias referências à música disco das décadas de 1970 e 1980, neste caso John Travolta e seus movimentos de dança na fita Saturday Night Fever.

A Confessions Tour recebeu críticas positivas dos críticos. Steve Baltin, da revista Rolling Stone, escreveu: "Madonna desempenhou muitos papéis na primeira noite de sua turnê Confessions -, mas o confessor não era um deles aparentemente, com todo o rugido e circunstância, não havia espaço para o calor, ou até a atitude que tornou sua atuação tão memorável no festival Coachella". Don Chareunsy, de The San Diego Union-Tribune, comentou que as turnês anteriores de Madonna, Drowned World Tour (2001) e Re-Invention World Tour (2004), "foram ótimos shows ... mas ela passou alguns degraus" para a Confessions Tour. Ben Wener, do The Orange County Register, relatou que "ninguém - mas ninguém - desenvolveu um estágio tão bem trabalhado quanto Madonna, que abriu no domingo à noite em um fórum tão sufocante que parecia que ela estava se preparando para a maior da sessão de Bikram na mundo da ioga". Lina Das do Daily Mail, Parabenizou a turnê, dizendo que Madonna ainda tinha a capacidade de ganhar manchetes com suas táticas de acertar. Bill Lamb, do About.com, observou que "os pontos mais altos da Confessions Tour é demonstrar que uma combinação de ótimas músicas, colocadas em uma cena fascinante e coreografada, sempre conseguiu igualar uma boa experiência de concerto". Christian John Wikane da PopMatters comentou que "Até o anti-Madonna mais raivoso ouvem suas música ou o amante mais cínico encontra elementos impressionantes da Confessions Tour".  Tom Young, da BBC, chamou o programa de "Uma grande luz de neon em uma explosão de pop-dance é uma festa, e se eles não estavam lá em primeiro lugar, você não é convidado, assobios e gritos raramente são deixados e aplausos acenam pelo fórum em êxtase regular pela primeira vez de forma consistente, artistas de qualquer tipo são quase o suficiente para provocar aqueles que não estavam com ciúmes".
Jim Harrington, do ANG Newspaper, comentou que os fãs estavam "certamente felizes" com a turnê, no entanto, Terry Armour do Chicago Tribune observou em um relatório do The Arizona Republic que os fãs estavam "estressados e chateados" com a falta de ar condicionados em vários shows da turnê. Também foi relatado que o resultado disso foi porque Madonna queria preservar sua voz. Em um artigo, as preocupações com o ar-condicionado eram consideradas "nada de novo no ramo de entretenimento", em que os problemas de voz "podem custar milhões de receitas perdidas para artistas ou bandas". Outra informação dizia que Madonna não gostava de ar condicionados durante sua performance porque sua garganta ficava rouca. Ed González, da Slant Magazine, afirmou que a turnê foi um lembrete "de que a música de Madonna não precisa ser motivada por sexo ou política para ser boa, ela sempre mostra um pouco de seu coração e alma. [...] Sua Confessions Tour, embora irregular e comprometida, mas muitas vezes impressionante, é uma espécie de golpe de estado depois de sua feroz mas sombria turnê Drowned World Tour e da agressão aguda Re-Invention Tour". Thomas Inskeep, da revista Stylus, parabenizou o final da turnê dizendo: "Não havia melhor maneira de encerrar a turnê Confessions".

## Recepção comercial

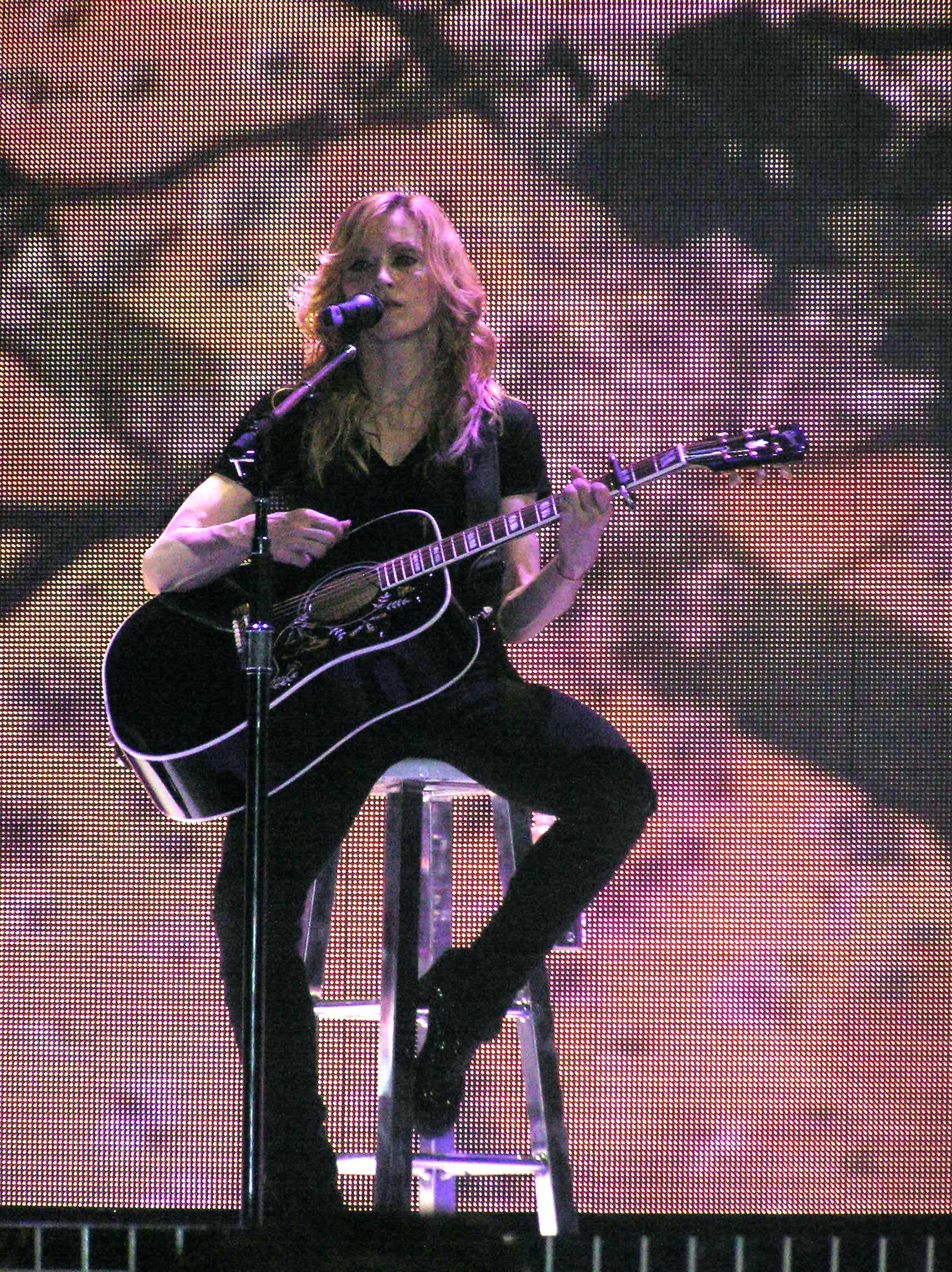
Madonna tocando violão durante a performance de "Paradise".

Os ingressos para a turnê esgotaram em alguns minutos após a venda em muitos locais da América do Norte e Europa, e novas datas foram imediatamente anunciadas - incluíram cinco novas datas na Wembley Arena e novas datas em Nova Iorque, Chicago, Paris e Los Angeles. Madonna registrou oito ingressos esgotados na Wembley Arena a partir de 1º de agosto de 2006, atingindo a maior bilheteria de 2006 segundo a Billboard. Ela arrecadou US$ 80 milhões (US$ 101,459,227 em dólares em 2019) apenas com os shows realizado nos EUA durante todo o verão, e tornou-se instantaneamente a turnê de verão com maior bilheteria do ano de 2006. Em particular, o NRJ informou que as duas datas francesas esgotaram em 15 minutos após a venda, resultando em dois shows sendo adicionados. As duas datas originais em Londres esgotaram quase instantaneamente, e cinco novos shows na Wembley Arena foram anunciados. Em 8 de abril de 2006, Madonna vendeu 30,000 ingressos em menos de 40 minutos em Montreal, quebrando um recorde anteriormente detido pelo U2. Em 9 de julho de 2006, 50,000 ingressos foram colocados à venda nos shows de Madonna em Osaka e Tóquio. Os ingressos foram vendidos em um recorde, quebrando cinco minutos. Foi a primeira vez que Madonna viajou pelo Japão em 13 anos, e uma data adicional foi adicionada, 21 de setembro de 2006, no Tokyo Dome, para atender a alta demanda. Em 8 de agosto de 2006, mais de 35,000 ingressos para o primeiro show da Madonna em Moscou foram colocados à venda e, conforme reivindicado pelos organizadores do show, todos foram esgotados em quatro dias, o que poderia ser um novo recorde nesse país, como todos os outros artistas. levou mais de duas semanas para vender os ingressos na região. No entanto, após muitos problemas com o show, incluindo incerteza no local, reagendamento, troca de ingressos e um grande número de ingressos nas mãos dos especuladores, os ingressos estavam à venda em seus valores nominais até o último minuto. De acordo com a Billboard e o produtor Arthur Fogel, a turnê arrecadou mais de US$ 194,7 milhões (US$ 246.926.395 em dólares de 2019) de 60 shows e 1,2 milhão de espectadores, tornando-se a turnê com maior bilheteria de todos os tempos por uma artista feminina e quebrando o recorde anteriormente detido por Cher por sua Living Proof: The Farewell Tour (2002–2005).
Madonna quebrou seu próprio recorde em 2008, com sua Sticky & Sweet Tour, que se tornou a turnê com maior bilheteria de um artista solo, ganhando US$ 408 milhões (US $ 486.220.568 em dólares de 2019). A Confessions Tour também é reconhecida como a turnê musical de maior bilheteria por concerto na edição de 2007 do Guinness World Records, com US $ 3,2 milhões (US$ 4,058,369 em 2019 em dólares), arrecadados por concerto. Recebeu a "Produção de Palco Mais Criativa" no Pollstar Concert Industry Awards, bem como "Top Boxscore" do Billboard Touring Awards.

## Controvérsia

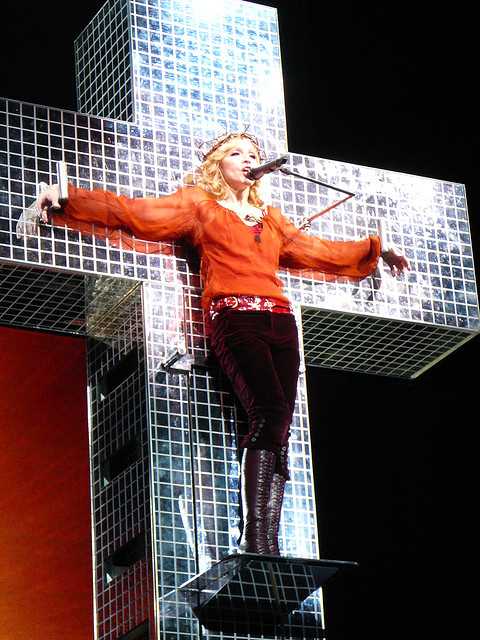
Madonna pendurada em uma cruz durante a performance de "Live to Tell". A performance teve fortes reações e vários críticos a consideraram um ato de blasfêmia a doutrina cristã.

A performance de Madonna em "Live to Tell" teve uma forte reação de grupos religiosos cristãos. Durante a apresentação, Madonna é vista levantada do chão, pendurada em uma cruz de espelhos, vestida com uma blusa vermelha e calça de veludo, com uma coroa de espinhos na cabeça. Durante a apresentação, o número 12,000,000 brilhou acima dela nas telas de fundo do palco, junto com imagens de crianças africanas. Este é o número de crianças que ficaram órfãs pela pandemia de HIV/AIDS na África.
Os promotores alemães da Düsseldorf ameaçaram processar a cantora por blasfêmia e o bispo protestante Margot Käßmann disse que "talvez seja a única maneira de uma superestrela envelhecida atrair atenção na tentativa de ofender os sentimentos religiosos dos povos". A Igreja Ortodoxa Russa e a Federação Russa de Comunidades Judaicas descreveram o desempenho de Madonna como amoral, e incitou todos os membros a boicotar seu próximo show em Moscou. A performance no Estádio Olímpico de Roma, localizado perto do Vaticano, foi condenada como um ato de hostilidade à Igreja Católica por líderes religiosos. O cardeal italiano Ersilio Tonini chamou o concerto como "um desafio blasfemo à fé" e uma "profanação da cruz",ele também pediu para que Madonna fosse excomungada. O reverendo Manfredo Leone descreveu a performancecomo "falta de respeito, de mau gosto e não muito provocante".
Líderes muçulmanos e judeus também criticaram a apresentação. Mario Scialoja, chefe da Liga Muçulmana Italiana, comentou: "Acho que a ideia dela é de mau gosto e que ela faria melhor em voltar para casa". Riccardo Pacifici, porta-voz da comunidade judaica em Roma, disse: "É um ato desrespeitoso, e fazê-lo em Roma é ainda pior". Madonna emitiu uma declaração sobre a polêmica:

Sou muito grata por meu show ter sido tão bem recebida por todos. Mas parece haver muitas interpretações da minha aparência na cruz e eu queria explicar de uma vez por todas. Existe um segmento no meu concerto onde três de meus dançarinos "confessam" ou compartilham experiências terríveis de infância que eles finalmente superaram. Minha "confissão" continua e acontece em uma cruz na qual finalmente desço. Isso não é um deboche para com a Igreja. Não é diferente de uma pessoa que carrega uma cruz ou que "carrega a cruz", como afirma a Bíblia. Minha atuação não é anticristã, nem sacrílega, nem blasfema. Pelo contrário, é meu pedido ao público incentivar a humanidade a se ajudar e a ver o mundo inteiro juntos. Eu acredito em meu coração que se Jesus estivesse vivo hoje, ele estaria fazendo o mesmo. Minha intenção específica é chamar a atenção para as milhões de crianças na África que morrem todos os dias e vivem sem atenção, sem remédios e sem esperança. Peço às pessoas que abram seus corações e mentes para se envolverem da maneira que puderem. Não acredito que Jesus tenha ficado furioso comigo e com a mensagem que estou tentando transmitir. Jesus nos ensinou que devemos amar o próximo.

## Gravações e transmissões
O show realizado na Wembley Arena, em Londres, nos dias 15 e 16 de agosto de 2006 foi filmado. Após os planos fracassados da HBO, The Confessions Tour - Live from London, foi ao ar em 22 de novembro de 2006 na NBC. Na versão televisiva, as apresentações do interlúdio "Sorry" (Remix), "Drowned World/Substitute for Love", "Paradise (Not For Me)" e "Lucky Star" foram omitidas. Nos Estados Unidos, a performance de "Live to Tell" foi censurada, o vídeo de fundo é mostrado. Madonna não aparece até que desça da cruz. Fora dos Estados Unidos, a apresentação não foi censurada. No Reino Unido, o show foi transmitido no Channel 4 e depois na E4.
Em janeiro de 2007, a Warner Bros. Records lançou The Confessions Tour em um pacote de DVD+CD. Após o seu lançamento, o álbum alcançou o topo das tabelas oficiais de vários países da Europa e América, também conseguiu alcançar o top dez no Reino Unido e Canadá. Ele também alcançou o número quinze na tabela da Billboard 200 nos Estados Unidos. The Confessions Tour ganhou um Grammy na categoria de Melhor Filme Musical no Grammy Awards de 2008. Um livro fotográfico de Guy Oseary — representante de Madonna —, intitulado Madonna: Confessions, foi lançado em outubro de 2008 durante a Sticky & Sweet Tour. O livro contém mais de 250 imagens nunca antes vistas fotografadas durante os concertos e nos bastidores. Todas as receitas do autor do livro foram doadas à Raising Malawi, uma fundação sem fins lucrativos com o objetivo de ajudar crianças órfãs no Malaui.

## Repertório
Segmento 1: Equestrian (contém excertos de "Future Lovers" e elementos de "Isaac")
1. "Future Lovers" (contém elementos de "I Feel Love")
2. "Get Together"
3. "Like a Virgin" (contém elementos de "Isaac" e "Jump")
4. "Jump"

Segmento 2: Bedouin
1. "Confessions" (interlúdio) (contém elementos de "Live to Tell")
2. "Live to Tell"
3. "Forbidden Love"
4. "Isaac"
5. "Sorry" (Pet Shop Boys Remix)
6. "Like It or Not"

Segmento 3: Glam - Punk (contém excertos de "Sorry")
1. "I Love New York"
2. "Ray of Light"
3. "Let It Will Be" (Paper Faces Vocal Edit)
4. "Drowned World/Substitute for Love" (contém elementos de "Nothing Fails" e da versão demonstrativa de "Drowned World/Substitute For Love")
5. "Paradise (Not for Me)"

Segmento 4: Disco
1. "The Duke Mix the Hits" (interlúdio) (contém excertos de "Erotica", "Dress You Up", "Borderline", "Holiday" e "Disco Inferno")
2. "Music Inferno"  (contém elementos de "Disco Inferno" e excertos de "Where's The Party")
3. "Erotica" (contém trechos de "You Thrill Me")
4. "La Isla Bonita"
5. "Lucky Star" (contém elementos de "Gimme! Gimme! Gimme! (A Man After Midnight)" e excertos de "Hung Up")
6. "Hung Up" (contém elementos de "Lucky Star")

## Datas
| Data                   | Cidade        | País            | Local                            | Público               | Receita        |
| ---------------------- | ------------- | --------------- | -------------------------------- | --------------------- | -------------- |
| América do Norte       |               |                 |                                  |                       |                |
| 21 de maio de 2006     | Los Angeles   | Estados Unidos  | The Forum                        | 40,044 / 40,044       | US$ 7,686,380  |
| 23 de maio de 2006     | Los Angeles   | Estados Unidos  | The Forum                        | 40,044 / 40,044       | US$ 7,686,380  |
| 24 de maio de 2006     | Los Angeles   | Estados Unidos  | The Forum                        | 40,044 / 40,044       | US$ 7,686,380  |
| 27 de maio de 2006     | Las Vegas     | Estados Unidos  | MGM Grand Garden Arena           | 27,528/ 27,528        | US$ 7,257,750  |
| 28 de maio de 2006     | Las Vegas     | Estados Unidos  | MGM Grand Garden Arena           | 27,528/ 27,528        | US$ 7,257,750  |
| 30 de maio de 2006     | San Jose      | Estados Unidos  | HP Pavillion                     | 27,024 / 27,024       | US$ 4,761,555  |
| 31 de maio de 2006     | San Jose      | Estados Unidos  | HP Pavillion                     | 27,024 / 27,024       | US$ 4,761,555  |
| 3 de junho de 2006     | Los Angeles   | Estados Unidos  | Staples Center                   | 14,158 / 14,158       | US$ 2,804,583  |
| 5 de junho de 2006     | Fresno        | Estados Unidos  | Save Mart Center                 | 20,154 / 20,154       | US$ 3,749,800  |
| 6 de junho de 2006     | Fresno        | Estados Unidos  | Save Mart Center                 | 20,154 / 20,154       | US$ 3,749,800  |
| 8 de junho de 2006     | Glendale      | Estados Unidos  | Glendale Arena                   | 28,820 / 28,820       | US$ 4,890,090  |
| 10 de junho de 2006    | Glendale      | Estados Unidos  | Glendale Arena                   | 28,820 / 28,820       | US$ 4,890,090  |
| 14 de junho de 2006    | Chicago       | Estados Unidos  | United Center                    | 52,000 / 52,000       | US$ 9,271,790  |
| 15 de junho de 2006    | Chicago       | Estados Unidos  | United Center                    | 52,000 / 52,000       | US$ 9,271,790  |
| 18 de junho de 2006    | Chicago       | Estados Unidos  | United Center                    | 52,000 / 52,000       | US$ 9,271,790  |
| 19 de junho de 2006    | Chicago       | Estados Unidos  | United Center                    | 52,000 / 52,000       | US$ 9,271,790  |
| 21 de junho de 2006    | Montreal      | Canadá          | Bell Centre                      | 34,940 / 34,940       | US$ 5,670,150  |
| 22 de junho de 2006    | Montreal      | Canadá          | Bell Centre                      | 34,940 / 34,940       | US$ 5,670,150  |
| 25 de junho de 2006    | Hartford      | Estados Unidos  | Civic Centre                     | 21,558 / 21,558       | US$ 3,451,235  |
| 26 de junho de 2006    | Hartford      | Estados Unidos  | Civic Centre                     | 21,558 / 21,558       | US$ 3,451,235  |
| 28 de junho de 2006    | Nova Iorque   | Estados Unidos  | Madison Square Garden            | 91,841 / 91,841       | US$ 16,507,855 |
| 29 de junho de 2006    | Nova Iorque   | Estados Unidos  | Madison Square Garden            | 91,841 / 91,841       | US$ 16,507,855 |
| 2 de julho de 2006     | Nova Iorque   | Estados Unidos  | Madison Square Garden            | 91,841 / 91,841       | US$ 16,507,855 |
| 3 de julho de 2006     | Nova Iorque   | Estados Unidos  | Madison Square Garden            | 91,841 / 91,841       | US$ 16,507,855 |
| 6 de julho de 2006     | Boston        | Estados Unidos  | TD Banknorth Garden              | 36,741 / 36,741       | US$ 6,337,115  |
| 9 de julho de 2006     | Boston        | Estados Unidos  | TD Banknorth Garden              | 36,741 / 36,741       | US$ 6,337,115  |
| 10 de julho de 2006    | Boston        | Estados Unidos  | TD Banknorth Garden              | 36,741 / 36,741       | US$ 6,337,115  |
| 12 de julho de 2006    | Filadélfia    | Estados Unidos  | Wachovia Center                  | 29,749 / 29,749       | US$ 4,639,775  |
| 13 de julho de 2006    | Filadélfia    | Estados Unidos  | Wachovia Center                  | 29,749 / 29,749       | US$ 4,639,775  |
| 16 de julho de 2006    | Atlantic City | Estados Unidos  | Boardwalk Hall                   | 12,322 / 12,322       | US$ 3,246,100  |
| 18 de julho de 2006    | Nova Iorque   | Estados Unidos  | Madison Square Garden            | —                     | —              |
| 19 de julho de 2006    | Nova Iorque   | Estados Unidos  | Madison Square Garden            | —                     | —              |
| 22 de julho de 2006    | Miami         | Estados Unidos  | AmericanAirlines Arena           | 30,410 / 30,410       | US$ 5,568,485  |
| 23 de julho de 2006    | Miami         | Estados Unidos  | AmericanAirlines Arena           | 30,410 / 30,410       | US$ 5,568,485  |
| Europa                 |               |                 |                                  |                       |                |
| Data                   | Cidade        | País            | Local                            | Público               | Receita        |
| 30 de julho de 2006    | Cardiff       | Reino Unido     | Millennium Stadium               | 55,795 / 55,795       | US$ 7,788,845  |
| 1 de agosto de 2006    | Londres       | Reino Unido     | Wembley Arena                    | 86,061 / 86,061       | US$ 22,090,582 |
| 3 de agosto de 2006    | Londres       | Reino Unido     | Wembley Arena                    | 86,061 / 86,061       | US$ 22,090,582 |
| 6 de agosto de 2006    | Roma          | Itália          | Stadio Olimpico                  | 63,054 / 63,054       | US$ 5,268,886  |
| 9 de agosto de 2006    | Londres       | Reino Unido     | Wembley Arena                    | —                     | —              |
| 10 de agosto de 2006   | Londres       | Reino Unido     | Wembley Arena                    | —                     | —              |
| 12 de agosto de 2006   | Londres       | Reino Unido     | Wembley Arena                    | —                     | —              |
| 13 de agosto de 2006   | Londres       | Reino Unido     | Wembley Arena                    | —                     | —              |
| 15 de agosto de 2006   | Londres       | Reino Unido     | Wembley Arena                    | —                     | —              |
| 16 de agosto de 2006   | Londres       | Reino Unido     | Wembley Arena                    | —                     | —              |
| 20 de agosto de 2006   | Düsseldorf    | Alemanha        | LTU Arena                        | 44,744 / 44,744       | US$ 5,926,105  |
| 22 de agosto de 2006   | Hanôver       | Alemanha        | AWD-Arena                        | 39,871 / 39,871       | US$ 5,218,985  |
| 24 de agosto de 2006   | Horsens       | Dinamarca       | CASA Arena Horsens               | 85,232 / 85,232       | US$ 11,435,199 |
| 27 de agosto de 2006   | Paris         | França          | Palais Omnisports de Paris-Bercy | 67,758 / 67,758       | US$ 9,145,832  |
| 28 de agosto de 2006   | Paris         | França          | Palais Omnisports de Paris-Bercy | 67,758 / 67,758       | US$ 9,145,832  |
| 30 de agosto de 2006   | Paris         | França          | Palais Omnisports de Paris-Bercy | 67,758 / 67,758       | US$ 9,145,832  |
| 31 de agosto de 2006   | Paris         | França          | Palais Omnisports de Paris-Bercy | 67,758 / 67,758       | US$ 9,145,832  |
| 3 de setembro de 2006  | Amsterdã      | Países Baixos   | Amsterdam Arena                  | 102,330 / 102,330     | US$ 11,783,254 |
| 4 de setembro de 2006  | Amsterdã      | Países Baixos   | Amsterdam Arena                  | 102,330 / 102,330     | US$ 11,783,254 |
| 6 de setembro de 2006  | Praga         | República Checa | Sazka Arena                      | 37,666 / 38,342       | US$ 5,861,668  |
| 7 de setembro de 2006  | Praga         | República Checa | Sazka Arena                      | 37,666 / 38,342       | US$ 5,861,668  |
| 12 de setembro de 2006 | Moscou        | Rússia          | Estádio Lujniki                  | 37,939 / 37,939       | US$ 5,548,998  |
| Ásia                   |               |                 |                                  |                       |                |
| 16 de setembro de 2006 | Osaka         | Japão           | Osaka Dome                       | 50,623 / 50,623       | US$ 7,379,553  |
| 17 de setembro de 2006 | Osaka         | Japão           | Osaka Dome                       | 50,623 / 50,623       | US$ 7,379,553  |
| 20 de setembro de 2006 | Tóquio        | Japão           | Tokyo Dome                       | 71,231 / 71,231       | US$ 11,463,877 |
| 21 de setembro de 2006 | Tóquio        | Japão           | Tokyo Dome                       | 71,231 / 71,231       | US$ 11,463,877 |
| Total                  | Total         | Total           | Total                            | 1,209,593 / 1,210,269 | $194,754,447   |

## Equipe
Lista-se abaixo todos os profissionais envolvidos na elaboração da Confessions Tour, de acordo com o livro oficial da turnê e do DVD The Confessions Tour:
| Principais - Jamie King - diretor - Tiffany Olson - assistente de diretor - Dago González para Veneno, Inc. - diretor de vídeo - Stuart Price - diretor musical - Arianne Philips, Jean Paul Gaultier e Roman Diaz - figurino - Gabriel Panduro - chefe de cabelo e maquiagem - Leroy A. Bennett - diretor de luzes - Jamie King, Anthony & Richmond Talauega, Gabriel Castillo, James Fraijo, Laurie Ann Gibson, Liz Imperio, Ralph "Doctor Plik Plok" Montejo, RJ Durell, e Boppin Andre Diamond - coreógrafos - Stephanie Roos - assistente supervisor de coreógrafos - Fred Tallaksen - coreógrafo de roler skating - Tony Villanueva - estilista de Madonna - Jason Young, Daniel "Cloud" Campos, Leroy "Hypnosis" Barnes, Mihran Kirakosian, Williams "Normann" Charlemoine, Steve Nester, Addie Yungmee, Sofia Boutella, Charmaine "Charm" Jordan, Reshma Gajjar, Tamara Levinson, Sébastien Foucan, Oleg Vorslav, Levi Meeuwenberg e Victor Lopez - dançarinos - The Next Adventure - promotor mundial | Banda - Madonna - vocalista principal, guitarra - Marcus Brown - teclados - Donna DeLory e Niki Richards - vocalistas de apoio - Monte Pittman - guitarra - Stuart Price - guitarra, teclados - Raymond Hudson - bass - Steve Sidnelnyk - drums - Yitzhak Sinwani - vocalista convidada |